# Damien Rice

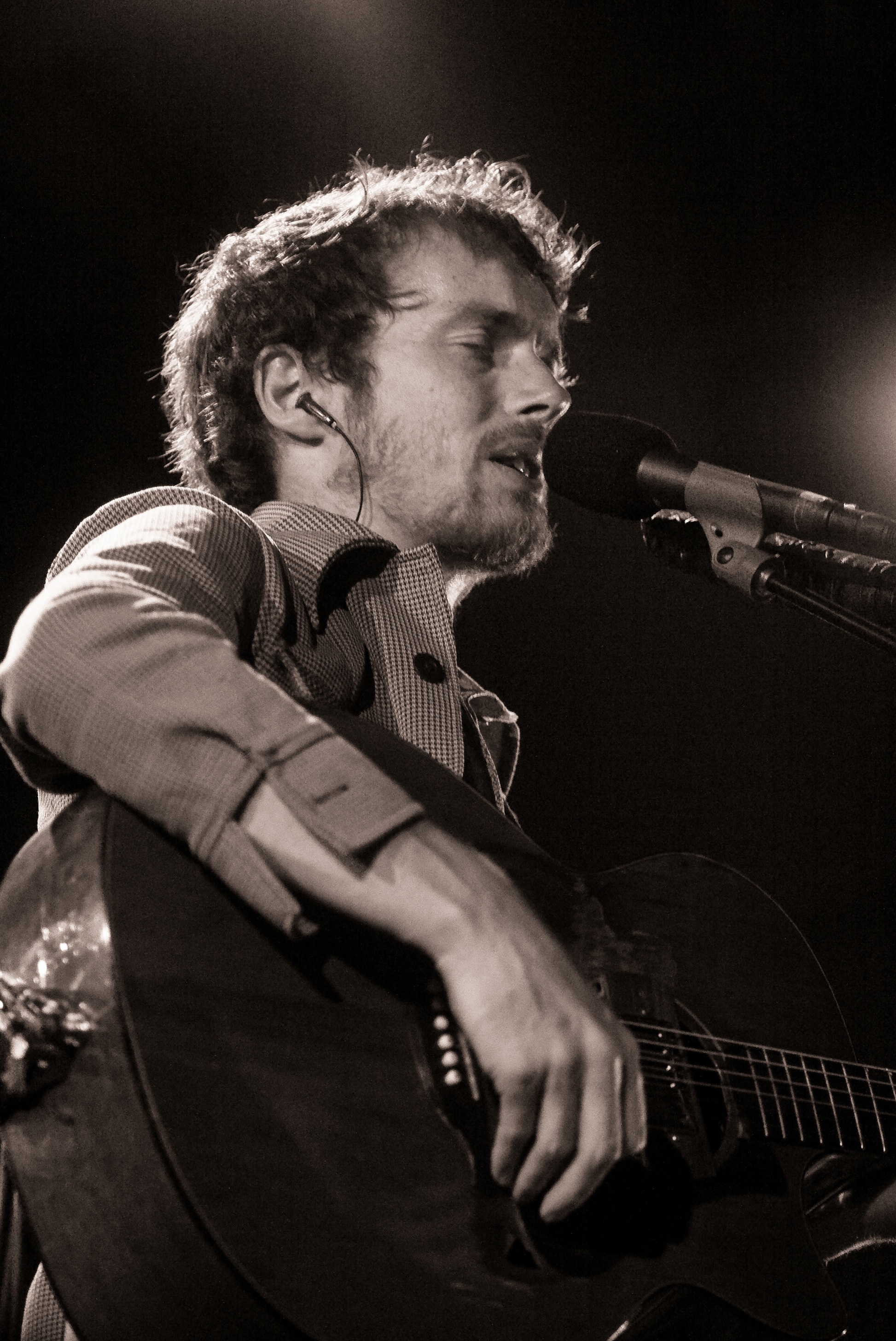
Damien Rice

Damien George Rice (* 7. Dezember 1973 in Celbridge im County Kildare) ist ein irischer Musiker und Singer-Songwriter.

## Biografie
Damien Rice war zunächst Sänger von Juniper, einer Rockband, die die Singles The World Is Dead und Weatherman veröffentlichte. Unmittelbar bevor sie 1999 ihr erstes Album für Polygram aufnehmen wollten, bemerkte Rice, in welche kommerzielle Richtung er sich von dem Label gezwungen fühlte, und verließ die Band. Aus Juniper wurde daraufhin Bell X1.
Rice zog ins ländliche Italien und fasste den Entschluss, auf eigene Faust ins Musikgeschäft zurückzukehren. Dabei entschied er sich für die Akustikgitarre und wollte seine eigenen, persönlichen Songs schreiben. Er zog mittellos als Straßenmusiker durch Europa und gründete schließlich eine Band, mit der er in Cafés in Dublin spielte. Ihm gelang es, die Unterstützung des Produzenten und Filmmusikers David Arnold zu gewinnen, und so konnte er sein erstes Album O aufnehmen, das 2002 in Irland und ein Jahr später in Deutschland erschien.
The Blower’s Daughter und Cannonball wurden internationale Hits.
Seine Band besteht aus Vyvienne Long (Cello), Tom „Tomo“ Osander (Schlagzeug) und Shane Fitzsimons (Bass). Zwischen seiner Co-Sängerin Lisa Hannigan, integraler Bestandteil vieler Lieder (insbesondere auf O), und ihm kam es im März 2007 während einer Tour zum Zerwürfnis. Rice erklärte daraufhin am 25. März 2007 auf seiner Website, dass er nach „reiflicher Überlegung“ beschlossen hätte, sich von Hannigan zu trennen. Danach fehlte Hannigan auf der Tour 2007. Beide haben laut der Erklärung von Rice nicht vor, „in absehbarer Zukunft“ wieder zusammen aufzutreten oder etwas zusammen aufzunehmen.
Die Band tourte oft mit The Frames. 2003 und 2004 spielten sie auf dem Glastonbury Festival, wodurch Rice das erste Mal in England Aufmerksamkeit erregte.
2003 gewann er den Shortlist Music Prize.
Zu ihrem 75. Geburtstag sang er mit Joan Baez am 27. Januar 2016 im Beacon Theatre in New York She Moved Through the Fair.

## Band-Besetzung
- Vyvienne Long (Cello & Piano)
- Tom Osander (Schlagzeug)
- Shane Fitzsimons (E-Bass)
- Joel Shearer (Gitarre & Cajón)
- Damien Rice (Gesang, Gitarre & Piano)

## Diskografie

### Alben
| Jahr | Titel                      | Höchstplatzierung, Gesamtwochen, AuszeichnungChartplatzierungen (Jahr, Titel, Platzierungen, Wochen, Auszeichnungen, Anmerkungen) | Höchstplatzierung, Gesamtwochen, AuszeichnungChartplatzierungen (Jahr, Titel, Platzierungen, Wochen, Auszeichnungen, Anmerkungen) | Höchstplatzierung, Gesamtwochen, AuszeichnungChartplatzierungen (Jahr, Titel, Platzierungen, Wochen, Auszeichnungen, Anmerkungen) | Höchstplatzierung, Gesamtwochen, AuszeichnungChartplatzierungen (Jahr, Titel, Platzierungen, Wochen, Auszeichnungen, Anmerkungen) | Höchstplatzierung, Gesamtwochen, AuszeichnungChartplatzierungen (Jahr, Titel, Platzierungen, Wochen, Auszeichnungen, Anmerkungen) | Höchstplatzierung, Gesamtwochen, AuszeichnungChartplatzierungen (Jahr, Titel, Platzierungen, Wochen, Auszeichnungen, Anmerkungen) | Anmerkungen                            |
| Jahr | Titel                      | DE | AT | CH | UK | US | IE | Anmerkungen                            |
| ---- | -------------------------- | --- | --- | --- | --- | --- | --- | -------------------------------------- |
| 2002 | O                          | DE76 (4 Wo.)DE | — | — | UK8 ×4Vierfachplatin · (115 Wo.)UK                                                                                                | US114 Gold · (30 Wo.)US | IE2 ×10Zehnfachplatin · (272 Wo.)IE                                                                                               | Erstveröffentlichung: 1. Februar 2002  |
| 2006 | 9                          | DE87 (1 Wo.)DE | — | CH48 (2 Wo.)CH | UK4 Platin · (17 Wo.)UK | US22 (16 Wo.)US | IE1 (37 Wo.)IE | Erstveröffentlichung: 3. November 2006 |
| 2014 | My Favourite Faded Fantasy | DE13 (3 Wo.)DE | AT19 (1 Wo.)AT | CH5 (3 Wo.)CH | UK7 Silber · (8 Wo.)UK | US15 (2 Wo.)US | IE1 (22 Wo.)IE | Erstveröffentlichung: 3. November 2014 |

### Livealben und EPs
| Jahr | Titel                            | Höchstplatzierung, Gesamtwochen, AuszeichnungChartplatzierungen (Jahr, Titel, Platzierungen, Wochen, Auszeichnungen, Anmerkungen) | Höchstplatzierung, Gesamtwochen, AuszeichnungChartplatzierungen (Jahr, Titel, Platzierungen, Wochen, Auszeichnungen, Anmerkungen) | Höchstplatzierung, Gesamtwochen, AuszeichnungChartplatzierungen (Jahr, Titel, Platzierungen, Wochen, Auszeichnungen, Anmerkungen) | Höchstplatzierung, Gesamtwochen, AuszeichnungChartplatzierungen (Jahr, Titel, Platzierungen, Wochen, Auszeichnungen, Anmerkungen) | Höchstplatzierung, Gesamtwochen, AuszeichnungChartplatzierungen (Jahr, Titel, Platzierungen, Wochen, Auszeichnungen, Anmerkungen) | Höchstplatzierung, Gesamtwochen, AuszeichnungChartplatzierungen (Jahr, Titel, Platzierungen, Wochen, Auszeichnungen, Anmerkungen) | Anmerkungen                             |
| Jahr | Titel                            | DE | AT | CH | UK | US | IE | Anmerkungen                             |
| ---- | -------------------------------- | --- | --- | --- | --- | --- | --- | --------------------------------------- |
| 2004 | B-Sides                          | — | — | — | — | — | IE1 (18 Wo.)IE | Erstveröffentlichung: August 2004       |
| 2007 | Live at Fingerprints Warts & All | — | — | — | — | — | — | Erstveröffentlichung: 23. Oktober 2007  |
| 2007 | Live from the Union Chapel       | — | — | — | — | — | IE58 (2 Wo.)IE | Erstveröffentlichung: 26. November 2007 |

### Singles
| Jahr | Titel Album                                           | Höchstplatzierung, Gesamtwochen, AuszeichnungChartplatzierungen (Jahr, Titel, Album, Platzierungen, Wochen, Auszeichnungen, Anmerkungen) | Höchstplatzierung, Gesamtwochen, AuszeichnungChartplatzierungen (Jahr, Titel, Album, Platzierungen, Wochen, Auszeichnungen, Anmerkungen) | Höchstplatzierung, Gesamtwochen, AuszeichnungChartplatzierungen (Jahr, Titel, Album, Platzierungen, Wochen, Auszeichnungen, Anmerkungen) | Höchstplatzierung, Gesamtwochen, AuszeichnungChartplatzierungen (Jahr, Titel, Album, Platzierungen, Wochen, Auszeichnungen, Anmerkungen) | Höchstplatzierung, Gesamtwochen, AuszeichnungChartplatzierungen (Jahr, Titel, Album, Platzierungen, Wochen, Auszeichnungen, Anmerkungen) | Höchstplatzierung, Gesamtwochen, AuszeichnungChartplatzierungen (Jahr, Titel, Album, Platzierungen, Wochen, Auszeichnungen, Anmerkungen) | Anmerkungen                                                       |
| Jahr | Titel Album                                           | DE | AT | CH | UK | US | IE | Anmerkungen                                                       |
| ---- | ----------------------------------------------------- | --- | --- | --- | --- | --- | --- | ----------------------------------------------------------------- |
| 2002 | Cannonball O                                          | — | — | — | UK9 Platin · (20 Wo.)UK | — | IE13 (8 Wo.)IE | Erstveröffentlichung: Mai 2002; in UK erst 2003 in den Charts     |
| 2002 | Volcano O                                             | — | — | — | UK29 (3 Wo.)UK | — | IE29 (1 Wo.)IE | Erstveröffentlichung: Oktober 2002; in UK erst 2005 in den Charts |
| 2004 | Lonely Soldier                                        | — | — | — | — | — | IE4 (10 Wo.)IE | Erstveröffentlichung: Juni 2004 mit Christy Moore                 |
| 2005 | The Blower’s Daughter O                               | — | — | — | UK27 Gold · (5 Wo.)UK | — | — | Erstveröffentlichung: Januar 2005                                 |
| 2005 | Unplayed Piano                                        | — | — | — | UK24 (4 Wo.)UK | — | IE4 (15 Wo.)IE | Erstveröffentlichung: Juni 2005 mit Lisa Hannigan                 |
| 2006 | 9 Crimes 9                                            | DE61 (1 Wo.)DE | AT57 (1 Wo.)AT | CH56 (1 Wo.)CH | UK29 Silber · (5 Wo.)UK | — | IE14 (14 Wo.)IE | Erstveröffentlichung: November 2006                               |
| 2007 | Rootless Tree 9                                       | — | — | — | UK50 (1 Wo.)UK | — | — | Erstveröffentlichung: Februar 2007                                |
| 2012 | Coconut Skins 9                                       | — | — | — | UK59 (1 Wo.)UK | — | — | Erstveröffentlichung: September 2012                              |
| 2012 | Dogs 9                                                | — | — | — | UK88 (1 Wo.)UK | — | — | Erstveröffentlichung: September 2012                              |
| 2014 | My Favourite Faded Fantasy                            | — | — | — | — | — | IE4 (10 Wo.)IE | Erstveröffentlichung: September 2014                              |
| 2014 | I Don’t Want to Change You My Favourite Faded Fantasy | — | — | — | — | — | IE59 (2 Wo.)IE | Erstveröffentlichung: September 2014                              |

Weitere Singles
- 2003: Woman Like a Man

## Auszeichnungen für Musikverkäufe
| Goldene Schallplatte - Australien - 2006: für das Album O - Belgien - 2007: für das Album O - 2008: für das Album 9 - 2012: für die Single 9 Crimes - Dänemark - 2021: für die Single Cannonball - Italien - 2019: für die Single The Blower’s Daughter - Norwegen - 2006: für das Album O - Spanien - 2024: für die Single The Blower’s Daughter | Platin-Schallplatte - Europa - 2005: für das Album O |

Anmerkung: Auszeichnungen in Ländern aus den Charttabellen bzw. Chartboxen sind in ebendiesen zu finden.
| Land/RegionAuszeichnungen für Musikverkäufe (Land/Region, Auszeichnungen, Verkäufe, Quellen) | Silber     | Gold       | Platin       | Verkäufe    | Quellen             |
| -------------------------------------------------------------------------------------------- | ---------- | ---------- | ------------ | ----------- | ------------------- |
| Australien (ARIA)                                                                            | —          | Gold1      | —            | 35.000      | aria.com.au         |
| Belgien (BRMA)                                                                               | —          | 3× Gold3   | —            | 75.000      | ultratop.be         |
| Dänemark (IFPI)                                                                              | —          | Gold1      | —            | 45.000      | ifpi.dk             |
| Europa (IFPI)                                                                                | —          | —          | Platin1      | (1.000.000) | ifpi.org            |
| Irland (IRMA)                                                                                | —          | —          | 10× Platin10 | 150.000     | irishcharts.ie      |
| Italien (FIMI)                                                                               | —          | Gold1      | —            | 25.000      | fimi.it             |
| Norwegen (IFPI)                                                                              | —          | Gold1      | —            | 20.000      | ifpi.no             |
| Spanien (Promusicae)                                                                         | —          | Gold1      | —            | 30.000      | elportaldemusica.es |
| Vereinigte Staaten (RIAA)                                                                    | —          | Gold1      | —            | 500.000     | riaa.com            |
| Vereinigtes Königreich (BPI)                                                                 | 2× Silber2 | Gold1      | 6× Platin6   | 2.760.000   | bpi.co.uk           |
| Insgesamt                                                                                    | 2× Silber2 | 10× Gold10 | 17× Platin17 |             |                     |